# Sorrell Booke
Sorrell Booke (* 4. Januar 1930 in Buffalo, New York; † 11. Februar 1994 in Sherman Oaks, Kalifornien) war ein US-amerikanischer Theater- und Filmschauspieler.

## Biographie
Booke war hauptsächlich Theaterschauspieler, wirkte aber trotzdem in ca. 100 Filmen und Serien mit. Einem breiten Publikum, auch in Europa, wurde er durch die Rolle des Jefferson Davis „Boss“ Hogg in Ein Duke kommt selten allein bekannt. Für seinen Auftritt in Dr. Kildare wurde er 1964 für den Emmy nominiert.
Booke studierte an den Universitäten Yale und Columbia und sprach fünf Sprachen fließend, darunter Japanisch. Dieses Sprachtalent nutzte er im Koreakrieg als Offizier der Spionageabwehr. Das Buffalo Philharmonic Orchestra wurde einmal von ihm dirigiert.
Sorrell Booke starb am 11. Februar 1994 an Darmkrebs.

## Filmografie (Auswahl)
- 1962: Preston & Preston (The Defenders, Fernsehserie, 1 Folge)
- 1964: Wie Raubkatzen (Les Félins)
- 1964: Angriffsziel Moskau (Fail-Safe)
- 1964: Schwarz wie ich (Black like me)
- 1966: Simson ist nicht zu schlagen (A Fine Madness)
- 1967: Das Mördersyndikat (The Borgia Stick)
- 1968: Der Mann im schwarzen Fadenkreuz (The Man Hunter)
- 1971: Is’ was, Doc? (What’s Up, Doc? )
- 1971: Schlachthof 5 (Slaughterhouse 5)
- 1972: M*A*S*H (Fernsehserie, 1. Staffel, 3. und 4. Folge)
- 1973: The Iceman Cometh
- 1973: The New Perry Mason (Fernsehserie, 1 Folge)
- 1974: Klauen wir gleich die ganze Bank (The Bank Shot)
- 1974: Kleine Teufel (People toys)
- 1974: Columbo: Schwanengesang (Swan Song)
- 1976: Brenda Starr
- 1976: Der lange Kalifornier (Special Delivery)
- 1976: Ein ganz verrückter Freitag (Freaky Friday)
- 1976: Jenseits von Mitternacht (The other side of midnight)
- 1977: Columbo: Todessymphonie (The Bye-Bye Sky High IQ Murder Case)
- 1978: A Different Approach (Kurzfilm)
- 1978: Detectiv Rockford - Anruf genügt (Anwälte und andere Menschen/The Jersey Bounce, S05/E03)
- 1979–1985: Ein Duke kommt selten allein (The Dukes of Hazzard, Fernsehserie, 146 Folgen)